# 达尼尔·迪纳尔多

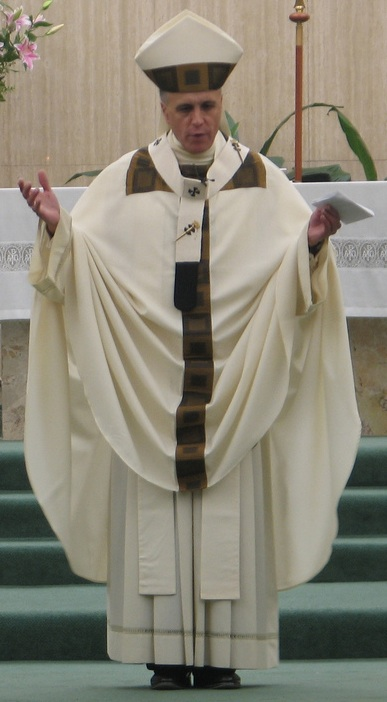
丹尼尔·迪纳尔多枢机

達尼尔·迪纳尔多（英語：Daniel DiNardo，1949年5月23日—），天主教会枢机，美国人，现任天主教加尔维斯顿-休斯顿总教区总主教。
迪纳尔多在美国俄亥俄州斯托本维尔出生，于1977年7月16日晋铎，1997年10月7日晋牧。2006年起担任天主教加尔维斯顿-休斯顿总教区总主教。2007年11月24日被教宗本笃十六世册封为枢机。

## 牧徽

達尼尔·迪纳尔多枢机牧徽